# کوه گاموزا
کوه گاموزا (به انگلیسی: Gamuza Peak) یک کوه در کانادا است که در بریتیش کلمبیا واقع شده‌است. کوه گاموزا ۱٬۹۴۴ متر بالاتر از سطح دریا واقع شده‌است.